# Marie-Françoise Sidibé
Pour les articles homonymes, voir Sidibé.
Marie-Françoise Sidibé est une joueuse française de football née le 22 septembre 1962 à Marseille, évoluant au poste de défenseur.

## Biographie
Marie-Françoise Sidibé évolue de 1978 à 1982 à l'Olympique de Marseille. En février 1979, elle dispute son premier match en équipe de France face au Pays de Galles (victoire 6-0).  Elle part en juin 1983 pour l'ASM Cannes où elle ne reste qu'une saison. Elle évolue ensuite à l'AS Moulins de 1983 à 1995, puis rejoint l'OS Monaco en 1985. Elle marque son premier et unique but international le 15 mars 1986 face à la Belgique (victoire 3-1). Sa dix-neuvième et dernière sélection en équipe de France a lieu en 1987. Elle part pour Nice en 1992, puis rejoint les rangs du Celtic de Marseille Féminin en 1994. Après une saison 2001-2002 à l'US Endoume, Sidibé termine sa carrière au Rousset SP (2002-2006).

## Buts internationaux
|    | Date         | Lieu                          | Adversaire | Résultat | Compétition             |
| -- | ------------ | ----------------------------- | ---------- | -------- | ----------------------- |
| 1. | 15 mars 1986 | Niederbronn-les-Bains, France | Belgique   | 3-1      | Éliminatoires Euro 1987 |